# 帕布拉湖
帕布拉湖是愛沙尼亞的湖泊，由沃魯縣負責管轄，長2.0公里、寬0.85公里，面積0.97平方公里，海拔高度171.5米，平均水深2.4米，最大水深3.6米，該湖有23種水生植物。